# College of the Atlantic
Das College of the Atlantic ist ein privates Liberal Arts College in Bar Harbor, Mount Desert Island. Es wurde im Jahr 1969 gegründet. Das College wird von Studenten aus 36 US-amerikanischen Staaten und 34 Ländern besucht. Im Jahr 2013 besuchten 364 Studenten das College. Studienschwerpunkt ist die Humanökologie.

## Alumni
- Amy Goodman (* 1957), Journalist
- Nell Newman, Environmentalist and Founder of Newman’s Own Organics
- Chellie Pingree (* 1955), Former head of Common Cause, and US House of Representatives for Maine
- Greg Stone, Oceanographer
- Bill Ginn, Chief Conservation Officer for The Nature Conservancy
- Jay McNally, Founder of IBIS Consulting
- Miles Maiden, Founder of SteriPEN (Hydro Photon Inc.)